# Бабич, Валерий Васильевич
Валерий Васильевич Бабич (27 января 1941, Запорожье) — украинский инженер-судостроитель, до 1991 года начальник конструкторского бюро в отделе главного конструктора Черноморского судостроительного завода в Николаеве по авианесущим кораблям и наземному комплексу испытаний корабельной авиации «Нитка». После выхода на пенсию — писатель, краевед, журналист. Член Национального союза журналистов Украины (2002), Союза писателей России (2008), лауреат николаевского областного конкурса СМИ «ПроМедиа» (2002), премий «Золотое перо» (2006) и имени Н. Н. Аркаса (2012).

## Биография
Валерий Васильевич родился 27 января 1941 года в Запорожье в журналистской семье. В 1950 году вместе с родителями переехал в Николаев. В 1955 году поступил в Николаевский судостроительный техникум, который окончил в 1959 году.
После окончания техникума с 1959 по 1962 год работал электромонтажником на судостроительном заводе имени 61 коммунара. Участвовал в строительстве головного большого противолодочного корабля 61-го проекта «Комсомолец Украины», поисково-спасательных судов для Военно-Морского Флота.

### Инженер-конструктор
В 1967 году Валерий Бабич закончил Николаевский кораблестроительный институт. После окончания вуза направлен на работу в отдел главного конструктора Черноморского судостроительного завода конструктором по ракетно-артиллерийскому вооружению. Участвовал в работах над комплексами вооружения противолодочных крейсеров-вертолётоносцев проекта 1123 «Москва» и «Ленинград».
С 1969 года — ведущий конструктор отдела главного конструктора ЧСЗ по системам, обслуживающим космический комплекс на строительстве судна космической службы «Академик Сергей Королёв».
После сдачи Военно-Морскому Флоту «Сергея Королёва» работал на строительстве авианесущих крейсеров — советского аналога авианосцев:
- 1970—1975 — ведущий конструктор отдела главного конструктора ЧСЗ по авиационному комплексу на строительстве авианесущего крейсера «Киев».
- 1976—1978 — руководитель группы вооружения отдела главного конструктора (ракетно-артиллерийское, авиационное и противолодочное вооружение) при строительстве ТАВКР «Минск».

- 1979—1991 — начальник конструкторского бюро отдела главного конструктора по авианосцам и наземному комплексу испытаний корабельной авиации «Нитка» (строительство ТАВКР «Новороссийск», «Баку», «Тбилиси», «Варяг», атомного тяжелого авианесущего крейсера «Ульяновск»).

На этот период пришлись наиболее насыщенные годы в советской программе строительства авианесущих кораблей. Например, в 1981 году одновременно достраивался и готовился к испытаниям «Новороссийск», «Баку» готовился к спуску на воду, а в Невском ПКБ в Ленинграде разрабатывался технический проект авианесущего корабля нового поколения проекта 1143.5, предназначенного для базирования палубных истребителей Як-41М, Су-27К и МиГ-29К. С 1977 года в Крыму, на аэродроме Саки, Черноморский судостроительный завод начал работы по строительству уникального научно-испытательного учебного тренажера корабельной авиации НИТКА. На этом береговом комплексе-тренажере отрабатывались опытные образцы взлетно-посадочных устройств и трамплинов, тренировались летчики корабельной авиации.
В 1983 году Валерий Бабич совершил поход из Севастополя на Северный флот, в Североморск на авианесущем крейсере «Новороссийск», а в 1988-м — провел семь месяцев на боевой службе в Средиземном море на ТАВКР «Баку», после чего совершил переход на этом корабле на Север, к месту его постоянного базирования в Североморске. Стаж наплаваности Бабича за этот период составил более 60 месяцев — пять лет.
В 1991—1993 годах Валерий Васильевич работал начальником отдела внешнеэкономических связей Черноморского судостроительного завода. Затем — представителем итальянского судостроительного завода «Арсенале-Венеция» на Украине.

### Творчество
С 2000 года Валерий Васильевич активно занимается литературной и журналистской деятельностью. Член Национального союза журналистов Украины, Союза писателей России, лауреат николаевского областного конкурса СМИ «ПроМедиа» (2002), премий «Золотое перо» (2006) и имени Н. Н. Аркаса (2012).
- Книга воспоминаний «Вертикальный взлет», [5], 468 страниц.
- Научно-популярное издание «Город Святого Николая и его авианосцы»[6], 424 страницы.

- Научно-популярное издание «Властелины океанов», 496 страниц.
- Научно-популярное издание «Мировой авианосный флот», 400 страниц.
- Научно-популярное издание «Противолодочная паутина»,  92 страницы.
- Краеведческое издание «Южная корабельная столица», 172 страницы.
- Краеведческое издание «Когда сменяются эпохи», 480 страниц.
- Автобиографический очерк «Древо жизни», 116 страниц.
- Краеведческий очерк «Журналист Татьяна Трескунова»[7], 332 страницы.
- Краеведческое издание «Южная правда. История и судьбы»[8], 444 страницы.
- Исторический очерк «Владимир Костенко» (книга выпущена в серии «Легендарные имена») [9], 31 страница.
- Переведены на английский язык и подготовлены к изданию: «City of St. Nicholas and its aircraft carriers» («Город святого Николая и его авианосцы»), «Lords of the Oceans» («Властелины океанов»), «World Aircraft Carrier Fleet» («Мировой авианосный флот»), «Anti-submarine Web » («Противолодочная паутина»), «Southern Ship Capital» («Южная корабельная столица»), «The Tree of Life» («Древо жизни»),
- Книги Валерия Бабича переведены на китайский язык и изданы в Китае:
- Книга «Город святого Николая и его авианосцы» выпущена под названием «Великое морское противостояние» издательством Ship Engineering Editorial & Publishing House, Шанхай, 2013 год.
- Четырёхтомник под общим названием «Наши авианосцы», выпущен в Китае, 2017 год, издательство Ship Engineering Editorial & Publishing House, Шанхай, 2017 год. 丛书"我们的航母"分为四册，2017年，出版社 :
- «Дневники дальних походов» — 1 том."海上远航日记"-第一册
- «Документальная повесть о морской конфронтации» — 2 том «还上对抗纪实»-第二册
- «Тактика и техника авианосцев» — 3 том «航母战术技术»-第三册
- «Поиск атомных подводных лодок» — 4 том «猎捕核潜艇»-第四册

Опубликовал более ста статей в «Южной правде», «Вечернем Николаеве», «Николаевских Новостях», «Крымской правде», журналах «Николаев» и «Новый век». Некоторые из опубликованных статей:
- В николаевской городской газете «Вечерний Николаев» — «Академик Сергей Королев», «Атака „Greenpeace“», «Вертикальный взлет», «Город святого Николая», «Бежал ли на Север „Адмирал Кузнецов“?», "Вокруг света на «Икаре», «Императрицы и Императоры», «Юрий Иванович Макаров», «Китайский авианосец „Минск“», «Разные судьбы», «Ракетный залп нашего первого авианосца», «Спасет ли Николаев Венецию?», «Китайский авианосец „Ляонин“», «Почему мы стали строителями авианосцев», «На „Икаре“ — в Бизерту», «Куда идти нашему судостроению», «Сын корабельного края», «Снежный дракон», «Викрамадитья», «Как резали „Ульяновск“», «История одного стихотворения» («Металлолом» А.Вознесенского), «Наш ответ Чемберлену», «50-летие клуба „Корабел“», «Противолодочная паутина», «Тайна Юрия Носенко», «Под Китайским флагом», «Ответ китайскому лётчику», «Наш первый вертолетоносец», «Катастрофа в Южно-Китайском море», «Последние письма», «Первая мировая: послесловие к юбилею», «Южная корабельная столица», «Наш гордый „Варяг“», «Украина и Конвенция Монтрё».

- В общественно-политической газете «Южная Правда» — «Гибель „Новороссийска“», «Легендарный директор», «На волнах персидского залива», «Тяжелый крейсер „Сталинград“», «Линкор „Советская Украина“», «Гибель седьмого авианосца», «Катастрофа», «Опередивший время», «Трудные мили „Новороссийска“», «„Нитка“ в истории кораблестроения», «Первая посадка», «Поверженный», «Поэзия моря», «На борту американского крейсера», «Технологический прорыв Черноморского», «Памяти великого судостроителя», «Кому не хватает длины полетной палубы», «Катастрофа вертолёта Ка-25ПЛ», «Вертикальный взлет Олега Кононенко», «Николаев в Первой мировой», «Черноморские проливы и Конвенция Монтрё».
- общеукраинском специализированном издании «Моряк Украины» (Одесса) — «Наши авианосцы», «Авианосцы города святого Николая».
- в журнале «Николаев» — «Плясковы», «Академик Сергей Королёв», «Последние крейсера Российской империи».
- в научно-популярном журнале «Новый векъ» — «Главный конструктор и главный строитель первого советского авианосца», «Первая посадка», «Два „Новороссийска“», «Тяжелый крейсер „Сталинград“».
- Валерий Бабич также сотрудничает с китайским специализированным военно-морским журналом «Современные корабли» 现代舰船 (англ. «Modern ships», Пекин), где опубликовал более двух десятков статей об истории строительства кораблей на Черноморском судостроительном заводе в Николаеве.